# Hepatica doda
Hepatica doda är en fjärilsart som beskrevs av Swinhoe 1905. Hepatica doda ingår i släktet Hepatica och familjen nattflyn. Inga underarter finns listade i Catalogue of Life.